# Klaus Rätsch
Klaus Rätsch (* 1942 in Berlin) ist ein deutscher Schauspieler und Hörspielsprecher.

## Leben
Klaus Rätsch wurde 1942 (nach anderen Quellen 1946) in Berlin geboren und arbeitete zunächst als Bühnentänzer und absolvierte anschließend eine Ausbildung zum Schauspieler an der Hochschule für Schauspielkunst „Ernst Busch“. Neben Engagements an verschiedenen Theatern stand er auch für mehrere Film- und Fernsehproduktionen vor der Kamera.
Klaus Rätsch wohnt in Berlin.

## Filmografie
- 1981: Zwei Freunde in Preußen (Fernsehfilm)
- 1981: Polizeiruf 110: Harmloser Anfang (Fernsehreihe)
- 1983: Märkische Chronik (Fernsehserie, 1 Episode)
- 1984: Front ohne Gnade (Fernsehserie, 1 Episode)
- 1985: Die Leute von Züderow (Fernsehserie, 1 Episode)
- 1986: Treffpunkt Flughafen (Fernsehserie, 1 Episode)
- 1987: Die Alleinseglerin
- 1987: Spuk von draußen (Fernsehserie, 4 Episoden)
- 1988: Spuk von draußen (Fernsehserie, 3 Episoden)
- 1988: Präriejäger in Mexiko (Fernseh-Zweiteiler)
- 1994: Liebling Kreuzberg (Fernsehserie, 2 Episoden)
- 1995: Die Trotzkis (Fernsehserie, 1 Episode)
- 2003: Babij Jar – Das vergessene Verbrechen
- 2003: Streit um drei (Fernsehserie, 1 Episode)
- 2003: Der letzte Zeuge (Fernsehserie, 1 Episode)
- 2004: Kleinruppin forever
- 2005: Schloss Einstein (Fernsehserie, 1 Episode)
- 2007: Zeit der Fische
- 2008: Eschede Zug 884 (Dokumentarfilm)
- 2010: Sexstreik!

## Theater
- 1983: Heinrich von Kleist: Der zerbrochne Krug – Regie: Wolfgang Bordel (Theater der Stadt Anklam)
- 1983: Molière: Der Geizige – Regie: Freya Klier (Theater der Stadt Schwedt)
- 1985: Max Frisch: Biedermann und die Brandstifter – Regie: Wolfgang Bordel (Theater der Stadt Anklam)
- 1987: William Shakespeare: Was ihr wollt – Regie: Ute Dreviniok (Das Meininger Theater)
- 1988: Ulrich Plenzdorf: Legende vom Glück ohne Ende – Regie: Rainer Simon (Stralsunder Theater)
- 1997: Friedrich Dürrenmatt: Frank der V. – Regie: Werner Tietze (Landestheater Schleswig)
- 1997: Carl Zuckmayer: Der Hauptmann von Köpenick – Regie: Werner Tietze (Landestheater Schleswig)
- 1998: Johann Nestroy: Der Schützling – Regie: Werner Tietze (Landestheater Schleswig)
- 2000: Galt MacDermot/Gerome Ragni/James Rado: Hair – Regie: Manfred Repp (Landestheater Schleswig)
- 2005: Gotthold Ephraim Lessing: Nathan der Weise – Regie: André Hiller (Mecklenburgisches Landestheater Parchim)
- 2009: Agatha Christie: Die Mausefalle (Major Metcalf) Wolfgang Rumpf (Berliner Kriminal Theater)
- 2010: Agatha Christie: Zehn kleine Negerlein (Dr. Armstrong) – Regie: Wolfgang Rumpf (Berliner Kriminal Theater)
- 2010: Joseph Kesselring: Arsen und Spitzenhäubchen (Teddy Brewster) – Regie: Wolfgang Rumpf (Berliner Kriminal Theater)
- 2012: Reginald Rose: Die zwölf Geschworenen (Geschworener Nummer 9) – Regie: Wolfgang Rumpf (Berliner Kriminal Theater)
- 2017: William Shakespeare: Romeo und Julia – Regie: Thomas Wingrich (Klassik am Meer Koserow)

## Hörspiele
- 2001: Gabriele Bigott: Eine unglaubliche Geschichte (Arbeiter) – Regie: Karlheinz Liefers (Kinderhörspiel – DLR)